# Clark Township (comté de Lincoln, Missouri)
Pour les articles homonymes, voir Clark Township.
Clark Township est un ancien township, situé dans le comté de Lincoln, dans le Missouri, aux États-Unis,.
Le township est fondé en 1826 et baptisé en référence à Chrisopher Clark, pionnier de la première heure.

### Source de la traduction
- (en) Cet article est partiellement ou en totalité issu de l’article de Wikipédia en anglais intitulé « Clark Township, Lincoln County, Missouri » (voir la liste des auteurs).